# Extern geheugen

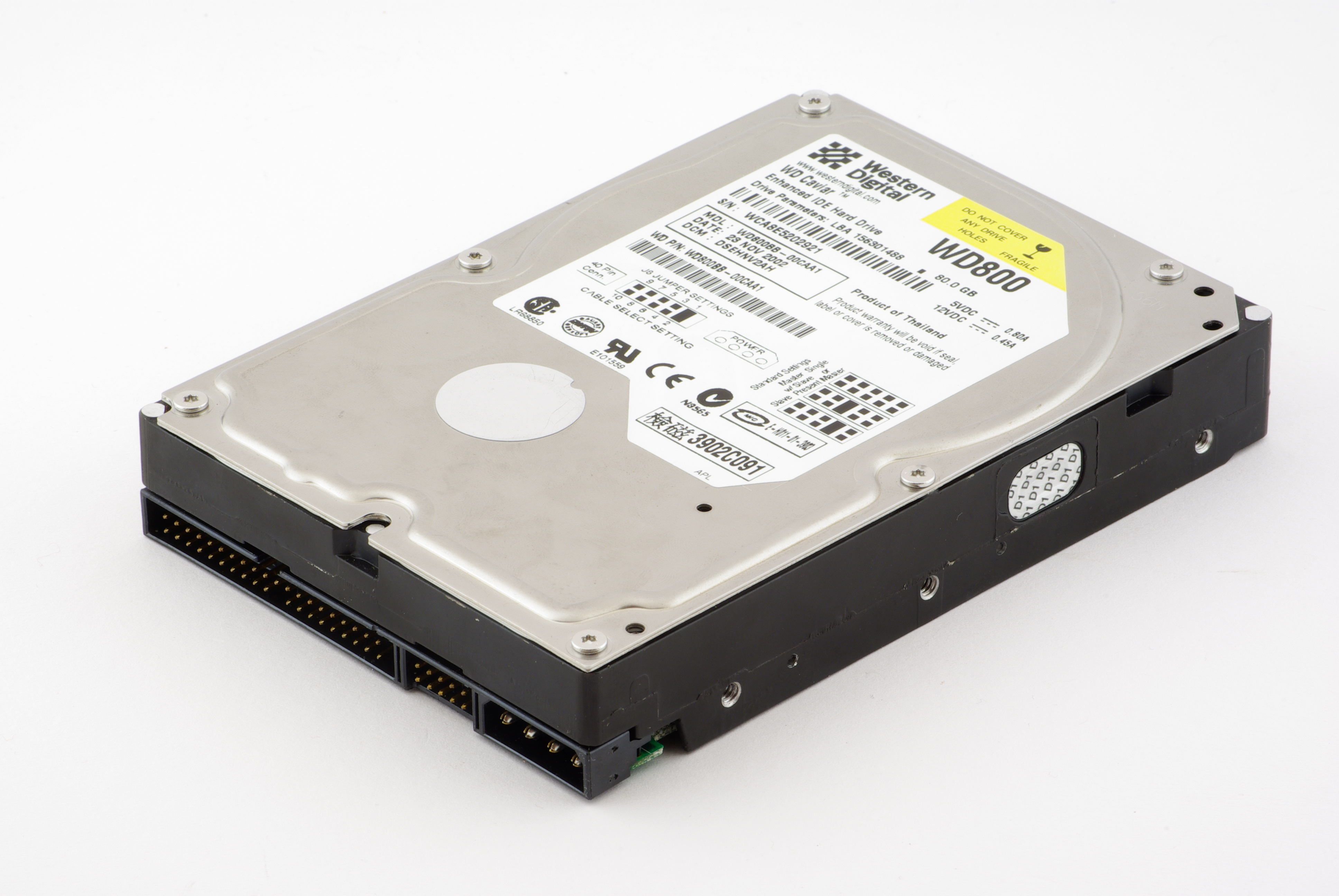
Extern geheugen in de vorm van een harde schijf (2002)

Een extern geheugen voor een computer is, in tegenstelling tot intern geheugen, een opslagvorm voor gegevens buiten het moederbord. Extern geheugen kan via bedrading aan het moederbord zijn verbonden. Extern geheugen wordt ook wel permanent geheugen genoemd. Het behoudt de informatie ook als alle elektrische spanning van het geheugen wordt verwijderd, in tegenstelling tot vluchtig geheugen, dat dan wordt gewist.
Voorbeelden van externe geheugens zijn:
- harde schijf
- diskette
- optische schijven, zoals cd-rom, dvd of blu-ray
- tapedrive (tapestreamer)
- flashgeheugen

Sommige vormen van extern geheugen kunnen eenvoudig van de computer worden losgekoppeld en vervoerd. Tegenwoordig worden de meeste verwijderbare opslagmedia aangesloten via de zogenaamde Universal Serial Bus (USB)-poort op de computer. Er zijn ook speciale houders die in de computerbehuizing zijn gemonteerd en daar kan dan een harde schijf in worden gestoken.
Op de oude Commodore 64 kon ook extern geheugen worden gebruikt. Dit werd dan in het cartridge expansion slot geplaatst.
In een systeem met een microcontroller wordt de term extern geheugen wel gebruikt voor RAM- of flashgeheugen dat zich niet in de microcontroller bevindt.

## Verwijderbare harde schijf
Deze bestaan ruwweg in drie vormen.
1. Mini externe hardeschijven, op basis van een microdrive. Werken altijd op een USB-poort, waar ze alle benodigde stroom uit kunnen halen. Tegenwoordig zeldzaam.
2. Op basis van een (2,5") laptop hardeschijf, op USB- of FireWire-aansluiting, haalt alle benodigde stroom uit deze aansluiting, tot 4 TB.
3. Op basis van één of meerdere desktop hardeschijven (3,5"), aansluiting via USB, FireWire of eSATA. Altijd met aparte voeding, tot >2TB.

## Diskette
Dit externe opslagmedium, ook wel floppy genoemd, wordt bijna niet meer gebruikt en kan tot 1,44 MB aan data bevatten.

## Tapestreamers
Tapestreamers worden vooral binnen grote bedrijven gebruikt om uitgebreide back-ups te maken. Dit medium is relatief traag maar erg betrouwbaar en heeft een grote capaciteit. Een tapestreamer kan zowel vast als verwijderbaar zijn, de cassette is altijd verwijderbaar.

## Flashgeheugen
Geheugenkaarten bestaat uit een of meerdere flashgeheugenchips in een plastic behuizing. Er zijn al meer dan vijftien verschillende soorten geheugenkaarten en sommige hiervan gaan tot maximaal 2 TB. Vooral 8 GB-, 16 GB- en 32 GB-varianten zijn populair. Dit medium wordt veel toegepast in digitale camera's, mobiele telefoons zoals smartphones en sommige MP3-spelers.
Ook wordt flashgeheugen in de vorm van een solid state drive (bijvoorbeeld ingebouwd in een laptop) regelmatig toegepast als een betrouwbare, zij het duurder alternatief voor de relatief goedkope, maar kwetsbare harde schijf.